# Século III
O século III começou em 1 de janeiro de 201 e terminou em 31 de dezembro de 300  esse século foi marcado por uma grande crise no Império Romano o que ficou conhecido como a Crise do terceiro século. A crise, começou com o assassinato do Imperador Romano Severo Alexandre em 235, mergulhando o Império em um período de problemas econômicos, incursões bárbaras, convulsões políticas, guerras civis e a divisão do Império Romano através do Império Gálico no oeste e do Império de Palmira no leste, que juntos ameaçaram destruir o Império Romano em sua totalidade, mas as reconquistas dos territórios separados pelo Imperador Aureliano e o período de estabilização sob o Imperador Diocleciano devido ao fortalecimento administrativo do império causou o fim da crise em 284. Essa crise também marcaria o início da Antiguidade Tardia.
Mais ou menos nessa época, na África Subsaariana, a expansão Bantu atingiu a África Austral.
Na Pérsia, o Império Parta foi sucedido pelo Império Sassânida em 224, depois que Artaxes I derrotou e matou Artabano V durante a Batalha de Hormusgã Os sassânidas então subjugaram muitas das partes ocidentais do decadente Império Cuchana.
Na Índia, o Império Gupta estava em ascensão no final do século.
Na China, o caos que se alastrava desde 189 acabaria por continuar a persistir com a derrota decisiva de Cao Cao na Batalha dos Penhascos Vermelhos em 208, o que acabaria cada vez mais com as esperanças de unificação e levaria à divisão tripartida da China em três principais reinos; Shu Han, Wu e Cao Wei, coloquialmente conhecido como o período dos Três Reinos, que começou em 220 com a abdicação formal do imperador Xian de Han ao filho de Cao Cao, Cao Pi, fundando assim Wei, que viria a conquistar Shu em 263, mas seria finalmente unido novamente sob a dinastia Jin, liderada pelo clã Sima, que usurparia Wei em 266 e conquistaria Wu em 280.
A Coréia era governada pelos Três Reinos da Coreia. O Japão entrou no período Kofun. Os Xiongnu formaram o estado de Tiefu sob Liu Qubei. O continente do sudeste asiático era dominado principalmente pelo Reino de Funan, o primeiro reino do povo Quemer (cambojanos).
Na América pré-colombiana, a cultura Adena do vale do rio Ohio declinou em favor da cultura Hopewell. A civilização maia entrou em sua era clássica.

## Décadas e anos
| Década de 190 | 190 | 191 | 192 | 193 | 194 | 195 | 196 | 197 | 198 | 199 |
| Década de 200 | 200 | 201 | 202 | 203 | 204 | 205 | 206 | 207 | 208 | 209 |
| Década de 210 | 210 | 211 | 212 | 213 | 214 | 215 | 216 | 217 | 218 | 219 |
| Década de 220 | 220 | 221 | 222 | 223 | 224 | 225 | 226 | 227 | 228 | 229 |
| Década de 230 | 230 | 231 | 232 | 233 | 234 | 235 | 236 | 237 | 238 | 239 |
| Década de 240 | 240 | 241 | 242 | 243 | 244 | 245 | 246 | 247 | 248 | 249 |
| Década de 250 | 250 | 251 | 252 | 253 | 254 | 255 | 256 | 257 | 258 | 259 |
| Década de 260 | 260 | 261 | 262 | 263 | 264 | 265 | 266 | 267 | 268 | 269 |
| Década de 270 | 270 | 271 | 272 | 273 | 274 | 275 | 276 | 277 | 278 | 279 |
| Década de 280 | 280 | 281 | 282 | 283 | 284 | 285 | 286 | 287 | 288 | 289 |
| Década de 290 | 290 | 291 | 292 | 293 | 294 | 295 | 296 | 297 | 298 | 299 |
| Década de 300 | 300 | 301 | 302 | 303 | 304 | 305 | 306 | 307 | 308 | 309 |